# Dinamita (Durango)
Dinamita est une localité de l'état mexicain de Durango, appartenant à la municipalité de Gomez Palacio.

## Histoire
Le village de Dinamita est fondé au début du XXe siècle par une entreprise nord-américaine avec l'objectif de fabriquer les explosifs nécessaires pour les activités minière en Mexique en se localisant dans une zone éloignée de la Région Lagunera de Durango car la région produisait du coton qui est une des matières premières fondamentales pour la fabrication des explosifs et la glycérine. La population a été formée par les travailleurs et toute son activité dépendait de la compagnie de dynamite Dupont, actuellement Austin Bacis. Aujourd'hui, la baisse de la demande et la concurrence ont affecté substantiellement son activité et avec elle l'activité économique de la population.

## Emplacement et démographie
Dinamita se trouve aux coordonnées géographiques 25° 43′ 14″ N, 103° 39′ 22″ O, à 1 220 mètres d'altitude, à l'ouest de la commune de Gómez Palacio au pied de la Sierra de Mapimí. Le village est relié à la Route Fédérale 49 et est raccordé à la ligne de chemin de fer Mexico-Ciudad Juárez utilisée pour le transport du matériel pour la fabrication d'explosifs et pour les explosifs fabriqués.
Selon le dénombrement de la population réalisé en 2005 par l'Institut National de Statistique et Géographie, la population totale de Dinamita est de 800 habitants, parmi lesquels 399 sont des hommes et 401 sont des femmes.